# Repelente de dipolos

La atracción gravitacional induce el movimiento hacia áreas más densas y, al mismo tiempo, la repulsión gravitacional empuja a la materia fuera de un área vacía, según el modelo del "repulsor de dipolo". Los pequeños círculos y sus guiones representan las galaxias y las direcciones de sus respectivos movimientos.

El dipolo repulsor o repulsor de dipolo o reflector de dipolo (ing. Dipole Repeller) es un área muy escasa del cosmos de la que se alejan las galaxias cercanas, jugando un papel repulsivo en los flujos de velocidad opuesto al papel del atractor Shapley.

## Descubrimiento
Su descubrimiento fue anunciado el 30 de enero de 2017 por un equipo de científicos del Comisionado de Energía Atómica, la Universidad Claude-Bernard de Lyon, la Universidad de Hawái y la Universidad Hebrea de Jerusalén. Es la influencia dominante que explica la dirección y velocidad de 631 km/s del Grupo Local. A modo de comparación, la velocidad orbital de la Tierra alrededor del sol es de 30 km/s. El sistema solar es conducido alrededor del centro de la galaxia a una velocidad de 230 km/s.
El atractor Shapley, otra área opuesta en términos de la Vía Láctea, crea una fuerza atractiva en el movimiento de las galaxias. Esta atracción localizada, complementada por la posición del repelente dipolar, son los principales contribuyentes a la anisotropía dipolar del fondo cosmológico difuso. 
El repulsor de dipolo está situado a una distancia de 220 megaparsecs (220 Mpc) de la Vía Láctea, y coincide con un vacío de densidad galáctica.
Este complejo, desde el atractor Shapley hasta el repulsor de dipolo, cubre casi 1.700 millones de años-luz y en 2017 constituye el área mapeada más grande del universo observable.
Los autores del artículo publicado en Nature Astronomy en enero de 2017 argumentan que las mediciones de la velocidad de la distancia desde el repulsor de dipolo son incompatibles con una explicación basada únicamente en una fuerza gravitatoria atractiva. Ninguna concentración observada de materia (atractiva desde el punto de vista gravitacional) puede explicar las velocidades y direcciones observadas de la distancia desde las estrellas y las galaxias. Se observa, por tanto, la presencia de una fuerza adicional, repulsiva y cuya naturaleza no está especificada, según estos autores:

"Demostramos aquí que la repulsión de un área de subdensidad es importante y que las influencias dominantes detrás del flujo observado son las de un solo atractor -asociado con la concentración de Shapley- y las de un área repelente no identificada previamente, que contribuye de manera aproximadamente igualitaria al dipolo del CMB. [...] Concluimos que el repulsor de dipolo no es una estructura ficticia inducida por un efecto de borde de datos, y que subconjuntos de datos, elegidos por distancia o tipo de galaxia, revelan una cuenca de repulsión que empuja al Grupo Local hacia atrás en la dirección indicada por el dipolo del CMB."

Uno de los autores, Hoffman, le dijo al The Guardian: "Mostramos que el atractor del supercúmulo de Shapley realmente nos atrae, pero casi 180 grados en la otra dirección hay una región sin galaxias, y esta región nos empuja hacia atrás. Así que ahora tenemos una atracción de un lado y un empujón del otro. Es una historia de amor y odio, atracción y repulsión."
Hoffman también dijo a Wired: "Además de ser atraídos por el conocido supercúmulo de Shapley, también somos repelidos por el nuevo repulsor de dipolo descubierto. Por lo tanto, parece que la atracción y el empuje tienen una importancia comparable en el lugar donde se encuentra nuestra galaxia."
Hoffman dijo a IFLScience: "Después de restar la expansión media del universo, la fuerza gravitatoria neta de las regiones sobre-densas es la de una atracción y la de las regiones sub-densas es la de una repulsión."
Esta posición coincide con la del CNRS, que afirma en un comunicado de prensa:

"A lo largo de los años, el debate se ha estancado en la importancia relativa de estos dos atractivos, ya que no son suficientes para explicar nuestro movimiento, sobre todo porque no apunta exactamente en la dirección de Shapley como debería. [...] El equipo descubrió así que en la ubicación de nuestra galaxia las fuerzas repulsivas y atractivas de entidades distantes son de importancia comparable y dedujo que las principales influencias que están en el origen de nuestro movimiento son el atractor Shapley y una vasta región de vacío (es decir, sin materia visible e invisible), previamente no identificada, a la que llamaron el repulsor de dipolo."

El cosmólogo Jean-Pierre Petit es el único que ha dado una explicación científica de este fenómeno repulsivo utilizando el modelo Janus. La presencia de masas negativas indetectables en el centro de la brecha también produciría efectos negativos en las lentes gravitacionales.
El mismo equipo identificó en septiembre de 2017 un segundo hueco con fuerza repulsiva: el "Cold Spot Repeller".
Estos muchos e inmensos vacíos, que repelen la materia por una fuerza gravitacional inversa, están entre los principales componentes de la red cósmica de velocidades ("V-Web cósmico").